# Melišipak II.
Melišipak II. byl kassitský král Babylónu přibližně v letech 1186–1172 př. n. l.

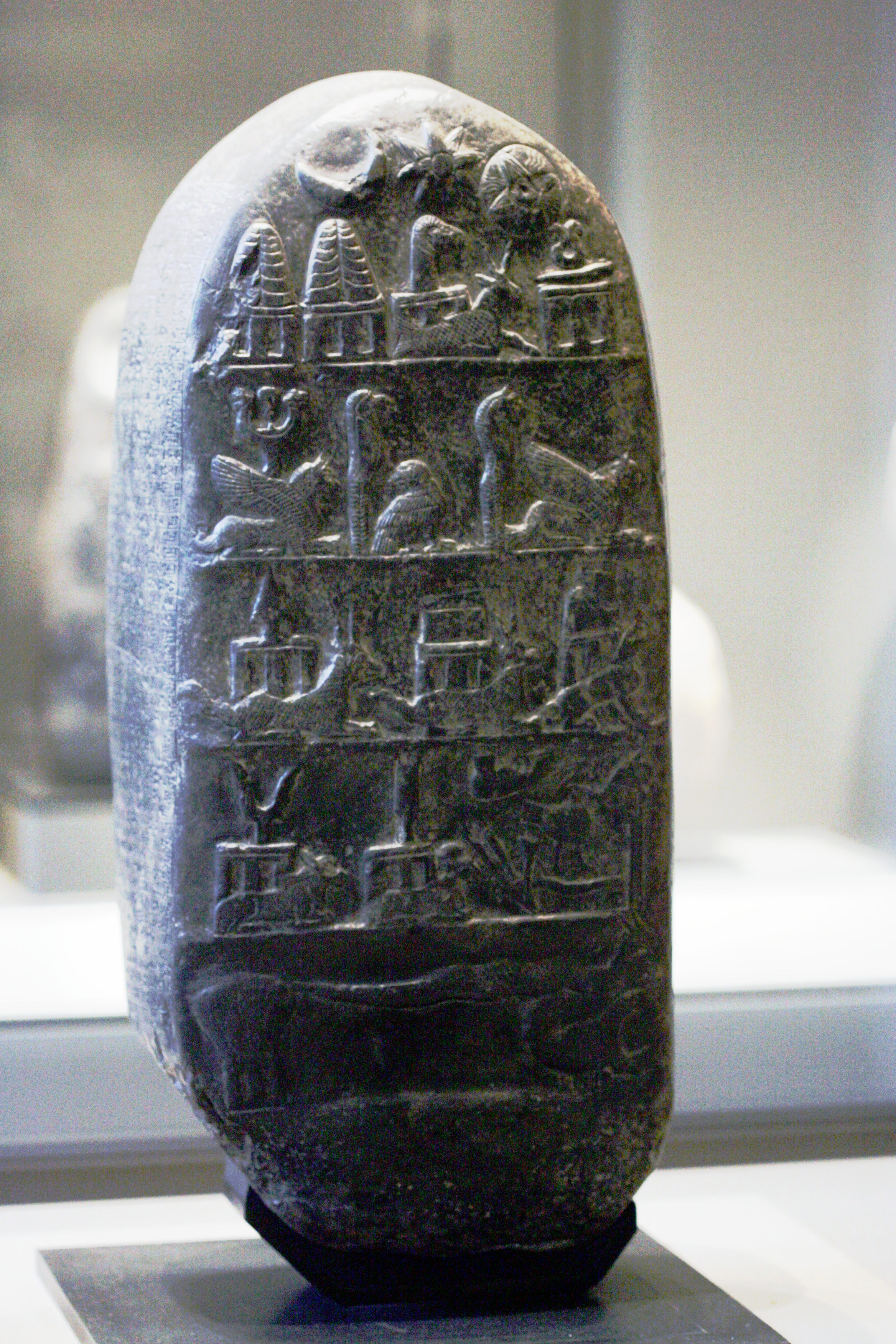
Kudurru z Melišihu nyní v Louvre.

Období jeho vlády je popisováno jako doba míru. Jedna z jeho dcer (Hunnubat-Nana) byla provdána za elamského vladaře Šutruk-Nachchunteho. Jeden z nalezených hraničních kamenů (kudurru) popisuje předání jistého území do správy jeho synovi a následníkovi Marduk-apla-iddinovi.